# Matayoshi Eiki
Matayoshi Eiki (又吉栄喜; Urasoe, 15 luglio 1947) è uno scrittore giapponese della prefettura di Okinawa.

## Biografia e poetica
Nasce il 15 luglio 1947 a Urasoe, arcipelago di Okinawa, prefettura meridionale del Giappone. Si laurea nel 1970 presso la Facoltà di Legge e Letteratura, dipartimento di Storia, dell'Università delle Ryūkyū. Nel 1973 comincia a lavorare al municipio di Urasoe, dove resterà fino al 1999. Lavora (perlomeno fino al 2003) presso il museo d'arte della città.
Comincia a scrivere negli anni Settanta. Nel corso della sua carriera letteraria vince numerosi premi, prima nell'ambito di Okinawa, poi allargando la sua fama anche al resto del Giappone, arrivando nel 1995 a ottenere il prestigioso Premio Akutagawa per la letteratura.
Attualmente è, insieme a Medoruma Shun (目取真俊), che ha vinto il Premio Akutagawa nel 1997, uno dei più importanti scrittori di Okinawa.
L'arcipelago delle Ryūkyū, in cui è nato e ha trascorso tutta la sua vita, e da cui, a quanto si dice, non si allontana mai per più di pochi giorni, costituisce l'ispirazione principale della narrativa di Matayoshi. Nei suoi racconti, spesso caratterizzati da un tono di divertita ironia, descrive le tradizioni e le bellezze naturali della sua terra così come le questioni politiche più scottanti, tra cui l'occupazione americana, durata dal 1945 al 1972, la presenza, ancora adesso, su gran parte del territorio di basi militari USA e la difficile relazione identitaria con lo stato-nazione del Giappone, spesso visto come estraneo e dominatore dagli abitanti di Okinawa, terra originariamente autonoma ma annessa ufficialmente allo stato giapponese solo nella seconda metà del XIX secolo.

## Opere
- 1975. Con il racconto Umi wa aoku (海は蒼く, L'azzurro mare) vince il primo premio per opere letterarie di alta qualità “Nuova Okinawa” (第1回新沖縄文学賞佳作).

- 1976. Con Kānibaru tōgyū taikai (カーニバル闘牛大会, Il festival della lotta dei tori a carnevale, tradotto da Tom Kain come "The Carnival Bullfight" (nel blog "Behold my Swarthy Face" , post del 14.10.2009) il quarto premio Ryūkyū Shinpō per racconti brevi (第4回琉球新報短篇小説賞). I due racconti, opere prime pubblicate dall'autore, sono stati poi ristampati insieme in volume nel 1988 (Parashūtohei no purezento).

- 1978. Con il racconto Jōji ga shasatsu shita inoshishi (ジョージが射殺した猪, Il cinghiale cui George sparò) ottiene l'ottavo premio letterario del Festival d'arte del Kyūshū (第8回九州芸術祭文学賞). Il racconto è stato tradotto in inglese da David Fahy con il titolo "The Wild Boar that George Gunned Down" (in Stewart Frank & Yamazato Katsunori. 2011. Living Spirit: Literature and Resurgence in Okinawa. Honolulu: University of Hawai'i Press). Nel 1978 a Matayoshi è anche assegnato il tredicesimo premio dell'Okinawa Times per la promozione delle arti (第13回沖縄タイムス芸術選賞奨励賞).

- 1980. Con Gin'nemu yashiki (ギンネム屋敷, La casa delle mimose) vince il quarto premio Subaru per la letteratura (第4回すばる文学賞).

- 1981. Pubblicata l'antologia di racconti brevi Gin'nemu yashiki.

- 1988. Antologia di racconti Parashūtohei no purezento (パラシュート兵のプレゼント, Il regalo del paracadutista).

- 1996. Buta no mukui (豚の報い, lett. la retribuzione del maiale), con cui ha vinto nel 1995 il prestigioso premio Akutagawa (第114回芥川賞大賞), insieme al trentesimo premio dell'Okinawa Times per la promozione delle arti (第30回沖縄タイムス芸術選賞大賞); i due racconti contenuti nell'antologia sono stati tradotti nel 2008 in italiano sotto il titolo "La punizione del maiale" (Nuoro: Edizioni Il Maestrale; trad. di Luca Capponcelli e Costantino Pes); nello stesso anno Matayoshi pubblica anche Kinobori buta (木登り豚, Il maiale rampante).

- 1998. Kahō wa umi kara (果報は海から, La fortuna dal mare), tradotto anche in inglese (Fortunes by the sea, trad. di David Fahy,  in Molasky Michael e Rabson Steve, a cura di. 2000. Southern Exposure: Modern Japanese Literature from Okinawa. Honolulu: University of Hawai'i Press); Naminoue no Maria (波の上のマリア, Maria di Naminoue).

- 2000. Umi no madoromi (海のまどろみ, Sonnecchiando in mare); Okaganitachi no kōshin (陸蟹たちの行進, La marcia dei granchi).

- 2002. Jinkotsu tenjikan (人骨展示間, Il museo dello scheletro), tradotto recentemente in francese (Histoire d'un squelette. 2006. Arles: Ed. Philippe Picquier. tr. di Patrick Honnoré); Kujira iwa (鯨岩, La roccia-balena).

- 2003. Junsa no kubi (巡査の首, La testa del poliziotto).

- 2007. Natsuyasumi no kari (夏休みの狩り, Caccia nelle vacanze estive).

- 2008. Yobiyoseru shima (呼び寄せる島, L'isola della convocazione).

- 2009. Ryōshi to utahime (漁師と歌姫, Il pescatore e la cantante).

## Film tratti dalle sue opere
- 1998. Beat (ビート), del regista Miyamoto Amon (宮本亜門, 1958- ). Ispirato al racconto Naminoue no Maria. Presentato, sempre nel 1998, al Festival di Venezia．

- 1999. Buta no mukui, del regista Sai Yōichi (崔洋一, 1949- ). Ispirato al racconto omonimo. Premio Don Quixote al Festival di Locarno nello stesso anno.

## Curiosità
Matayoshi appare in un breve cameo in una delle prime scene del film Buta no mukui, dove fa la parte di uno dei parenti del protagonista, riuniti fuori dalla tomba di famiglia per discutere.
| Controllo di autorità | VIAF (EN) 85732989 · ISNI (EN) 0000 0001 1075 2917 · Europeana agent/base/104613 · LCCN (EN) n82143595 · GND (DE) 133326225 · BNE (ES) XX4617652 (data) · BNF (FR) cb15066223r (data) · J9U (EN, HE) 987007300868805171 · NDL (EN, JA) 00112099 · CONOR.SI (SL) 125685347 |